# Tiếng Tatar
Tiếng Tatar (tiếng Tatar: татар теле; татарча, tatar tele, tatarça; تاتار تلی hay طاطار تيلي) là một ngôn ngữ Turk được nói bởi người Tatar Volga, cư ngụ chủ yếu tại Tatarstan, Bashkortostan và Nizhny Novgorod Oblast. Tiếng Tatar không nên bị nhầm lẫn với tiếng Tatar Krym, một ngôn ngữ mà nó có quan hệ xa nhưng không thể thông hiểu được.